# جيمس هنري هاو
جيمس هنري هاو (بالإنجليزية: James Henry Howe)‏ هو محامي وقاضي أمريكي، ولد في 5 ديسمبر 1827، وتوفي في 4 يناير 1893 في بوسطن في الولايات المتحدة.